# Contea di Sheqi
La contea di Sheqi (社旗县S, Shèqí XiànP) è una contea della Cina, situata nella provincia di Henan e amministrata dalla prefettura di Nanyang.